# Debeče
Debeče este o localitate din comuna Ivančna Gorica, Slovenia, cu o populație de 26 de locuitori.